# تانک پنتر
تانک پنتر با نام آلمانی  پنتسرکمپف‌واگن ۵ پنتر (آلمانی: [Panzerkampfwagen V Panther] ()، خودروی زرهی رزم ۵ پنتر) که   با نام پانتر (آلمانی: [Panther] ()) نیز شناخته می‌شود، یک تانک متوسط آلمانی بود که اوایل دهه ۱۹۴۰ طراحی و به صورت گسترده در جنگ جهانی دوم به کار گرفته شد. عنوان تدارکاتی این تانک در  نیروی زمینی آلمان Sd.Kfz. 171 بود.

## طراحی و تولید

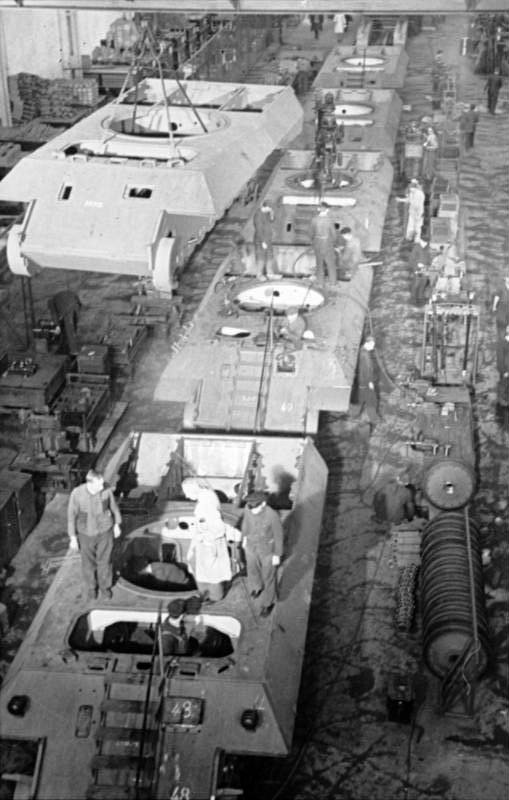
خط تولید پانزر ۵

موتور پانتر با تایگر ۱ یکسان بود اما از آن سبک‌تر و سریع‌تر به حساب می‌آمد و مسیرهای سخت را بهتر از آن می‌پیمود. پانتر در نبرد از دور و فضای باز بسیار کارآمد بود توپ آن قدرت نفوذپذیری بالایی در زره داشت. ساخت این تانک بسیار ارزان‌تر از تایگر ۱ و کمی گران‌تر از پانزر ۴ بود. اجزای کلیدی ساخت آن، مانند زره و جعبه دنده ساده‌سازی شده بودند تا به افزایش تولید بینجامد و کمبود مواد اولیه را جبران کند.

## مدل‌ها

### مدل دی

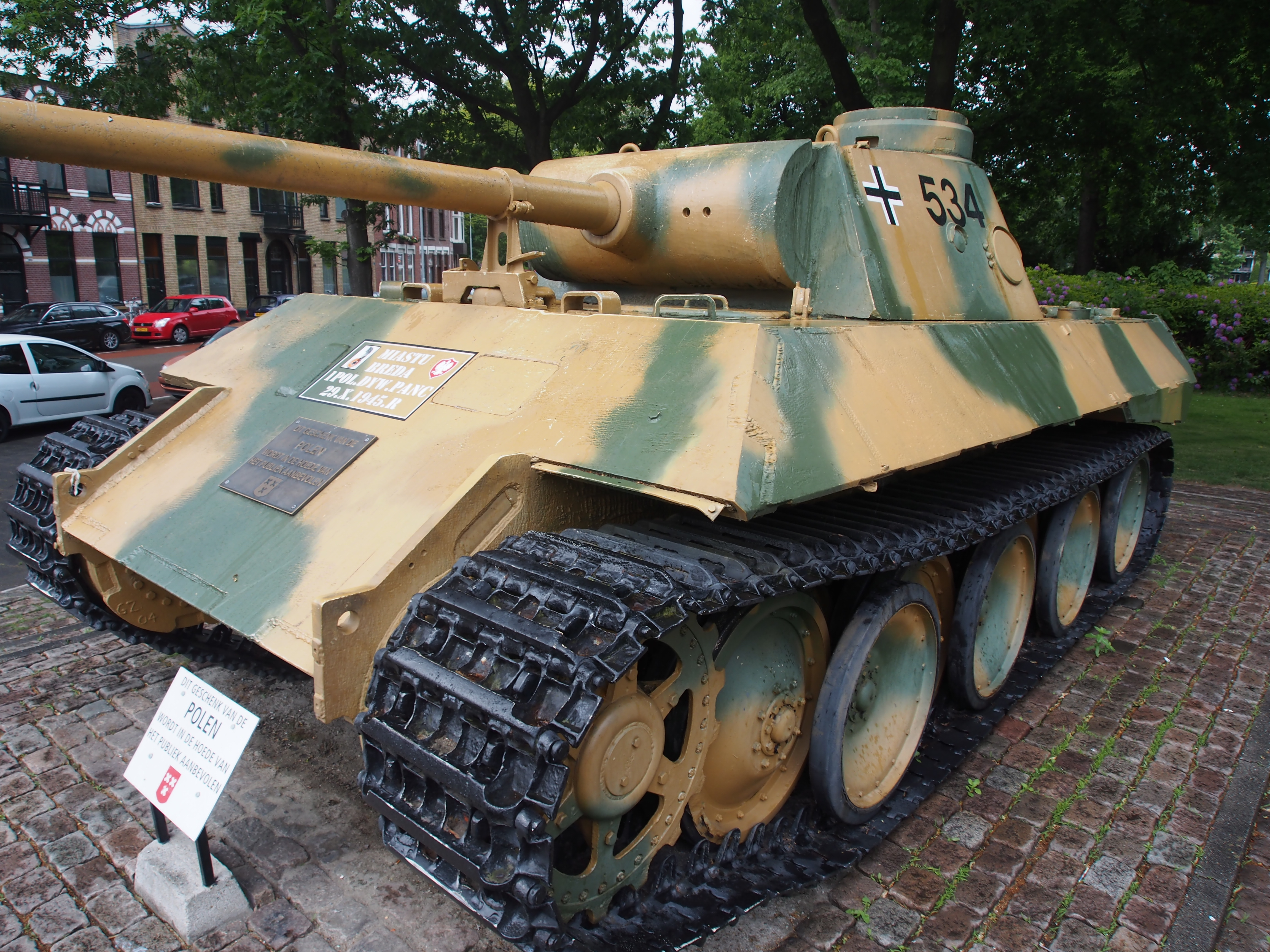
پانتر مدل دی

نخستین مدل تانک پانتر مدل دی نام گرفت. تسلیحات برجک شامل توپ قدرتمند ۷۵ میلی‌متری Kwk42 L/70 همراه یک مسلسل ام‌گه ۳۴ هم‌محور می‌شد. یک پوشش زرهی از چشمی دید مستقیم راننده محافظت می‌نمود. پوشش کوچک‌تر دیگری نیز از دهانه‌ای که از طریق آن امکان کاربرد یک مسلسل در دماغه توسط توپچی\بیسیم‌چی وجود داشت، محافظت می‌کرد. تعداد ۷۹ گلوله برای توپ و ۵۱۰۰ فشنگ برای مسلسل درون تانک ذخیره می‌گردید. در این تانک ۸ چرخ بزرگ همپوشان جاده بر روی سامانه تعلیق میله پیچشی قرار گرفته بود. چرخ زنجیر در جلوی تانک و هرزگرد در پشت آن قرار داشت. مجموعاً ۸۵۱ دستگاه از مدل آ تولید گشت.

### مدل آ
در دومین مدل یعنی مدل آ کلاهک فرمانده ارتقا یافته، قطعات تعلیق تقویت شده و اتکاپذیری بهبود پذیرفت. در این مدل به جای پوشش و دهانه پیشین، یک جایگاه توپی برای مسلسل دماغه در جلوی تانک تعبیه گردید. مجموعاً ۲۰۰۰ دستگاه از این مدل تولید شد.

### مدل گِ
در مدل گِ برخی اجزای تانک بهبود پیدا کرد. دهانه دید راننده در جلوی بدنه حذف و با یک پریسکوپ چرخان جایگزین شد. صندلی و ابزار کنترل راننده به گونه‌ای تغییر یافت تا امکان هدایت تانک با سری بیرون از دریچه فراهم آید. ضخامت صفحات بالایی اطراف بدنه ۱۰ میلی‌متر افزایش یافت. با بهبودهای دیگری بسیاری از مشکلات اتکاپذیری در این مدل بر طرف گشت.

## ویژگی‌ها
تانک پنتر در همه زمینه‌ها شرایط نسبتاً خوبی داشت. توپ آن قدرتمند و دقیق و زره آن کاملاً شیب‌دار بود. تحرک‌پذیری آن بیش از میانگین به حساب می‌آمد. با این حال، عمر کوتاه موتور، سرعت پایین چرخش برجک و نبود پریسکوپ برای توپچی نیز از کاستی‌های تانک پانتر بود.

## تاریخچه عملیاتی
تانک پنتر برای مقابله با تانک تی-۳۴ شوروی و جایگزینی پانزر ۳ و پانزر ۴ در نظر گرفته شده بود و در کنار تانک سنگین تایگر ۱ تا پایان جنگ به‌کاربرده شد.

## نگارخانه

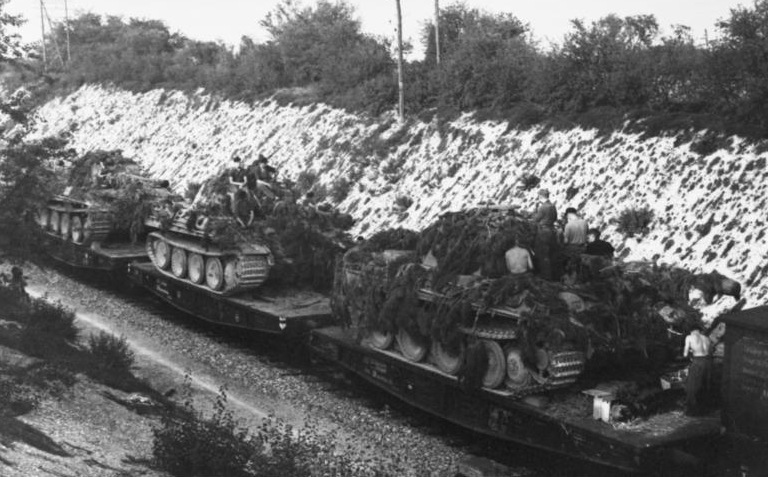
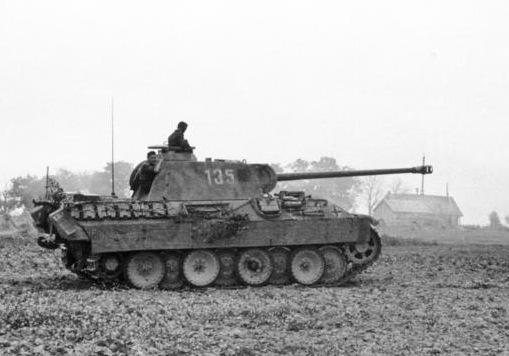
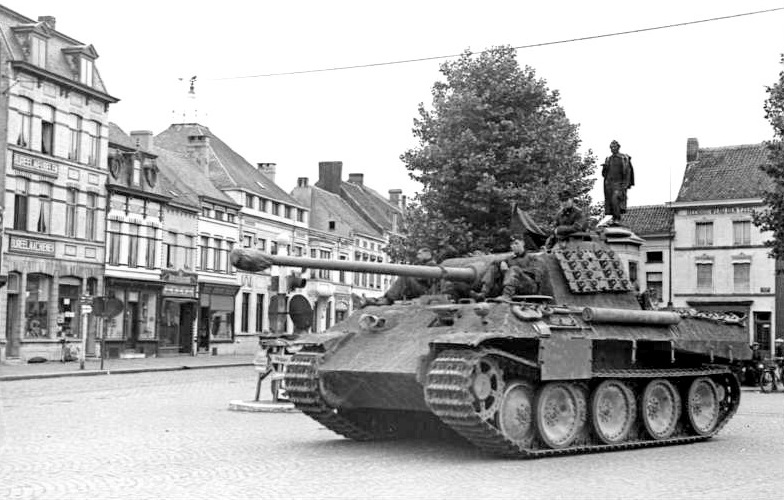
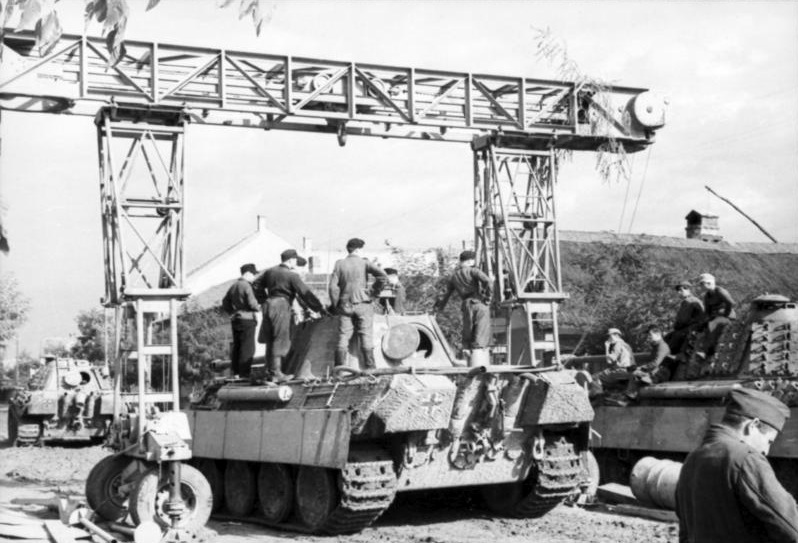

## مشخصات
|                                |                                | مدل دی                                | مدل آ                                 | مدل گه                                |
| ------------------------------ | ------------------------------ | ------------------------------------- | ------------------------------------- | ------------------------------------- |
| وزن (تن)                       | وزن (تن)                       | ۴۳٫۰                                  | ۴۴٫۸                                  | ۴۵٫۵                                  |
| طول (متر)                      | طول (متر)                      | ۸٫۸۶                                  | ۸٫۸۶                                  | ۸٫۸۶                                  |
| عرض (متر)                      | عرض (متر)                      | ۳٫۴۰                                  | ۳٫۴۲                                  | ۳٫۴                                   |
| ارتفاع (متر)                   | ارتفاع (متر)                   | ۲٫۹۵                                  | ۲٫۹۸                                  | ۲٫۹۸                                  |
| زره                            | جلو (میلی‌متر)                  | ۱۰۰                                   | ۱۱۰                                   | ۱۱۰                                   |
| زره                            | اطراف (میلی‌متر)                | ۴۵                                    | ۴۵                                    | ۵۰                                    |
| توان موتور (اسب بخار)          | توان موتور (اسب بخار)          | ۷۰۰                                   | ۷۰۰                                   | ۷۰۰                                   |
| سرعت در جاده (کیلومتر بر ساعت) | سرعت در جاده (کیلومتر بر ساعت) | ۴۶                                    | ۴۶                                    | ۴۶                                    |
| تسلیحات                        | اصلی                           | توپ Kwk42 L/70 کالیبر ۷۵ میلی‌متری     | توپ Kwk42 L/70 کالیبر ۷۵ میلی‌متری     | توپ Kwk42 L/70 کالیبر ۷۵ میلی‌متری     |
| تسلیحات                        | ثانویه                         | دو مسلسل ام‌گه ۳۴ کالیبر ۷٫۹۲ میلی‌متری | دو مسلسل ام‌گه ۳۴ کالیبر ۷٫۹۲ میلی‌متری | دو مسلسل ام‌گه ۳۴ کالیبر ۷٫۹۲ میلی‌متری |